# 無伴奏チェロ曲
無伴奏チェロ曲（むばんそうチェロきょく）は、伴奏なしのチェロ一挺のみで演奏するために作曲された音楽。（無伴奏の項参照）

## 概要
今日において、ヨハン・ゼバスティアン・バッハ作曲の《無伴奏チェロ組曲》がとりわけ名高いが、この曲は長い間音楽史上では忘れ去られており、パブロ・カザルスにより脚光を浴びたのは20世紀になってからである（カザルスは1890年にこの曲の楽譜に出会い、研究の末1904年に初の公開演奏を行った）。
バッハの曲が再評価される以前にも、主にチェロ演奏を得意とする作曲家により無伴奏作品が作られてはいたが、その後バッハの傑作に触発されたり、時を同じくしてのチェロ演奏技術の進歩、ロストロポーヴィチに代表されるヴィルトゥオーソ演奏家の登場も相まって、多くの無伴奏作品が生まれることになった。
なお、“solo cello”を“独奏チェロ”ではなく“無伴奏チェロ”と訳すのが通例であり、ここでは “独奏チェロ”と曲名に日本語で表記されている日本人の作品以外は無伴奏で統一した。ただし、下記作品の一部には、原題に“solo”や“unaccompanied”ではなく“alone”という単語が用いられているものもあり、別の訳語を考える必要があるかもしれない。

## 主な作曲家と作品
（作曲者の生年順に並べている）
- 1649年　ドメニコ・ガッリ：《音楽の愉しみ》12の無伴奏チェロ・ソナタ（1691年）
- 1651or59年　ドメニコ・ガブリエッリ：無伴奏チェロのための7つのリチェルカーレ（1689年）
- 1685年　バッハ：無伴奏チェロ組曲全6曲BWV1007 - 1012（1717年-1723年頃）
- 1710年　ジョゼフ＝マリー＝クレマン・ダッラーバコ：チェロのための11の奇想曲
- 1783年　フリードリヒ・ドッツァウアー：無伴奏チェロのための3つの練習曲
- 1805年　ゼバスティアン・レー（英語版）：練習曲集op.70
- 1808年　オーギュスト・フランショーム：12の奇想曲op.7、12の練習曲op.35
- 1822年　アルフレード・ピアッティ：無伴奏チェロのための12の奇想曲op.25、奇想曲op.21、同op.22、夜想曲op.20
- 1832年　フリードリヒ・グリュッツマッハー：24の練習曲op.38
- 1843年　ダーヴィト・ポッパー：チェロ演奏の高等課題への練習曲op.73、中級者のための10の練習曲op.76
- 1858年　ウジェーヌ・イザイ：無伴奏チェロ・ソナタop.28（1924年）
- 1859年　ユリウス・クレンゲル：シャコンヌ形式による奇想曲op.43、組曲ニ短調op.56
- 1865年　ジャン・シベリウス：無伴奏チェロのための主題と変奏ニ短調（1885年）※遺作
- 1867年　エヴァルト・シュトレッサー：無伴奏チェロ組曲（1926年）
- 1868年　グランヴィル・バントック：無伴奏チェロ・ソナタ ト短調（1924年）
- 1873年　マックス・レーガー：無伴奏チェロ組曲（全3曲）op.131c（1915年）
- 1875年　レイナルド・アーン：無伴奏チェロのための協奏曲
- 1877年　セルゲイ・ボルトキエヴィチ：無伴奏チェロ組曲op.41
- 1880年　エルネスト・ブロッホ：無伴奏チェロ組曲全3曲（1956年-1957年）
- 1882年　コダーイ・ゾルターン：無伴奏チェロ・ソナタop.8（1915年）
- 1882年　アルトゥル・シュナーベル：無伴奏チェロ・ソナタ（1931年）
- 1883年　アーノルド・バックス：無伴奏チェロのためのラプソディック・バラッド（1939年）
- 1885年　エゴン・ヴェレス：チェロ・ソナタop.31（1920年）、無伴奏チェロ組曲 op.39（1924年）
- 1887年　エルンスト・トッホ：無伴奏チェロのための3つの即興曲op.90c
- 1888年　エミール・ボーンケ：無伴奏チェロ・ソナタop.13-3
- 1890年　ハンス・ガル：無伴奏チェロ・ソナタop.109a（1982年）、無伴奏チェロ組曲op.109b（1982年）
- 1890年　ジャック・イベール：無伴奏チェロのためのギルラルツァーナ（1950年）、ショパンの墓碑へのエチュード・カプリース（1949年）
- 1891年　セルゲイ・プロコフィエフ：無伴奏チェロ・ソナタ 嬰ハ短調op.134（1953年）
- 1892年　チャールズ・ハウビール：チェロ・ソナタ ハ短調
- 1892年　ハンス・ボッタームント：パガニーニの主題による変奏曲
- 1892年　ヒルディング・ルーセンベリ：間奏曲（1974年）
- 1895年　パウル・ヒンデミット：無伴奏チェロ・ソナタop.25-3 （1923年）
- 1896年　ロジャー・セッションズ：チェロのための6つの小品（1966年）
- 1896年　ウラディーミル・フォーゲル：無伴奏チェロのための詩曲（1974年）
- 1897年　パウル・ベン＝ハイム：無伴奏チェロのための音楽（1974年）
- 1897年　ヘンリー・カウエル：無伴奏チェロのために
- 1897年　ガスパール・カサド：無伴奏チェロ組曲（1926年）
- 1898年　マルセル・ミハロヴィチ：無伴奏チェロ・ソナタop.60（1949年）
- 1899年　アレクサンドル・チェレプニン：無伴奏チェロ組曲op.76（1946年）
- 1900年　清瀬保二：無伴奏チェロのための二つの楽章（1973年）
- 1900年　エルンスト・クルシェネク：無伴奏チェロ組曲op.84（1942年）、無伴奏チェロのための練習曲op.184a/b
- 1900年　オットー・ルーニング：無伴奏チェロ・ソナタ
- 1901年　エドマンド・ラッブラ：無伴奏チェロのためのインプロヴィゼイションop.124（1967年）
- 1902年　ウィリアム・ウォルトン：無伴奏チェロのためのパッサカリア（1980年）
- 1902年　シュテファン・ヴォルペ：無伴奏チェロのための小品（1966年）
- 1903年　アラム・ハチャトゥリアン：無伴奏チェロのための《幻想ソナタ》（1974年）
- 1903年　グレゴール・ピアティゴルスキー：シュリンクス、散歩（ストロール）
- 1904年　ルイージ・ダッラピッコラ：シャコンヌ、インテルメッツォとアダージョ（1945年）、無伴奏チェロのためのアダージョ（1947）
- 1904年　ドミトリー・カバレフスキー：無伴奏チェロのための長調-短調練習曲op.68（1961年）
- 1905年　アンドレ・ジョリヴェ：無伴奏チェロのための演奏会用組曲（1965年）
- 1905年　ジャチント・シェルシ：トリロジア―ある男の3つの時代（1957年-1965年）
- 1906年　ロス・リー・フィニー：無伴奏チェロのためのクロマティック・ファンタジー（1957年）
- 1906年　フェルナンド・ロペス＝グラサ：無伴奏チェロのための4つのインヴェンション、無伴奏チェロのための3つの開花
- 1907年　エリザベス・マコンキー：ヴォーン・ウィリアムズの主題による変奏曲（1957年）
- 1907年　アフメト・アドナン・サイグン：無伴奏チェロのためのパルティータop.31（1954年）
- 1907年　ヴェレシュ・シャーンドル：無伴奏チェロ・ソナタ（1967年）
- 1907年　ロージャ・ミクローシュ：無伴奏チェロのためのトッカータ・カプリチオーザop.36
- 1908年　エリオット・カーター：無伴奏チェロのためのフィグメント（1994年）、同第2番《アイヴズ氏の思い出》（2001年）
- 1908年　マリン・ゴレミノフ：無伴奏チェロ・ソナタ（1969年）
- 1908年　ホアキン・ニン＝クルメル：無伴奏チェロ組曲
- 1908年　ウィリアム・ワーズワース：チェロ・ソナタ ハ長調op.70
- 1909年　ハラルド・ゲンツマー：無伴奏チェロ・ソナタ
- 1909年　ヴァン・ホルンボー：無伴奏チェロ・ソナタop.101 （1969年）
- 1910年　エルランド・フォン・コック：モノローグ第17番
- 1910年　ベルンハルト・ハイデン：「リリブルレロ」による変奏曲
- 1912年　ルドルフ・エッシャー：無伴奏チェロ・ソナタ（1955年）
- 1912年　タウノ・マルッティネン：無伴奏チェロのための「印象」op.140
- 1912年　山田一雄：無伴奏チェロ・ソナタop.10（1939年）
- 1913年　ヴァイオレット・アーチャー：無伴奏チェロのためのインプロヴィゼイション（1983年）
- 1913年　ジョージ・バラティ：無伴奏チェロのための小品（1948年）、無伴奏チェロのためのトリプル・エクスポージャー（1967年）
- 1913年　ベンジャミン・ブリテン：無伴奏チェロ組曲全3曲（1964年、1967年、1972年）、ザッハーの主題
- 1913年　ヴィトルト・ルトスワフスキ：ザッハー変奏曲（1975年）
- 1914年　ハロルド・トラスコット：無伴奏チェロのための瞑想曲（Moorの組曲の主題による）
- 1914年　ポール・トルトゥリエ：無伴奏チェロ組曲ニ短調（1944年）
- 1915年　デイヴィッド・ダイアモンド：演奏会用小品、無伴奏チェロ・ソナタ（1959年）
- 1915年　ヴィンセント・パーシケッティ：無伴奏チェロ・ソナタop.54
- 1915年　アラン・シュルマン：無伴奏チェロ組曲
- 1916年　アンリ・デュティユー：ザッハーの名による3つのストロフ（1976年-1982年）
- 1916年　スヴェン・エイナル・エングルンド：無伴奏チェロ組曲（1986年）
- 1916年　アルベルト・ヒナステラ：プネーニャ第2番「パウル・ザッハーへのオマージュ」op.45
- 1917年　リチャード・アーネル：無伴奏チェロ組曲（1960年）
- 1917年　尹伊桑：無伴奏チェロのための7つの練習曲（1993年）、無伴奏チェロのためのグリッセ（1970年）
- 1918年　ゴットフリート・フォン・アイネム：無伴奏チェロのための音楽op.108（1996年）
- 1918年　ベルント・アロイス・ツィンマーマン：無伴奏チェロソナタ（1959年-1960年）、無伴奏チェロのための4つの短い練習曲（1970年）
- 1919年　ニルス・ヴィゴ・ベンソン：無伴奏チェロのための「ヴォルガの舟歌」の主題による変奏曲op.354（1974年）、無伴奏チェロ・ソナタop.110（1956年）、無伴奏チェロのための16の練習曲op.464（1984年）
- 1919年　レオン・キルシュナー：無伴奏チェロのために（1986年）
- 1919年　ミェチスワフ・ヴァインベルク：無伴奏チェロ・ソナタ第1番op.72、第2番op.86、第3番op.106、第4番op.140
- 1921年　マルコム・アーノルド：無伴奏チェロのための幻想曲op.130（1987年）
- 1921年　入野義朗：独奏チェロのための3楽章
- 1921年　アダム・フドヤン：無伴奏チェロ・ソナタ第1番（1961年）、第2番（1984年）、第3番（1993年）
- 1921年　イングヴァル・リドホルム：ラウディによる幻想曲（1977年）
- 1922年　松下眞一：無伴奏チェロのための“動機”第2番
- 1922年　スヴェン・ヴェスタゴー：無伴奏チェロ・ソナタop.33（1979年）
- 1922年　ポウル・ロウシング・オルセン：無伴奏チェロのためのパルティータop.75
- 1922年　ヤニス・クセナキス：コトス（1977年）、ノモス・アルファ（1965年-1966年）
- 1923年　リゲティ・ジェルジュ：無伴奏チェロ・ソナタ （1948年/1953年）
- 1923年　ニッド・ローレム：シェイクスピアを読んで（1979年）
- 1924年　ヒュー・エイトケン：：チェロのために（1980年）
- 1924年　團伊玖磨：無伴奏チェロ・ソナタ
- 1924年　クラウス・フーバー：：無限への転移（1976年）
- 1925年　ルチアーノ・ベリオ：無伴奏チェロのためのレチタティーヴォ、ピエール・ブーレーズのための歌（無伴奏チェロのための）（2000年）
- 1925年　ベルトルド・フンメル：無伴奏チェロのための幻想曲第1番op.77d1（1952年）、同第2番《パブロ・カザルスの思い出に》op.97a（1993年）
- 1925年　ボリス・チャイコフスキー：無伴奏チェロ組曲（1946年）、無伴奏チェロのための5楽章の組曲（1960年）
- 1925年　スルハン・ツィンツァーゼ：チェロ・ソナタ（1975年）、チョングリ
- 1925年　徳永秀則：チェロのための2つの小品（アンダンテ・カンタービレ、子守歌）（1943年）
- 1926年　ジャン・カールステット：バラータ（1960年）
- 1926年　モートン・フェルドマン：インターセクションIV（1953年）、プロジェクションI（1950年）
- 1926年　ハンス・ヴェルナー・ヘンツェ：無伴奏チェロのための奇想曲（1976年/1981年）、セレナーデ（1949年）
- 1926年　クルターグ・ジェルジュ：アツェール・ジェルジュの思い出に、影、しるしI、しるしII、ピリンスキ・ヤーノシュ
- 1927年　ジョン・ダウニー：無伴奏チェロのためのリディア組曲（1975年）
- 1927年　シメオン・ピロンコフ：無伴奏チェロのための序奏と奇想曲（1980年）
- 1927年　ムスティスラフ・ロストロポーヴィチ：モデラートとヴィヴァーチェ
- 1928年　サミュエル・アドラー：：無伴奏チェロ・ソナタ（1965年）
- 1928年　エイノユハニ・ラウタヴァーラ：無伴奏チェロ・ソナタ（1969年）
- 1929年　ジョージ・クラム：無伴奏チェロ・ソナタ （1955年）
- 1929年　フリッツ・セリス：無伴奏チェロ・ソナタop.71
- 1929年　ケネス・レイトン：無伴奏チェロ・ソナタop.52（1967年）
- 1929年　松村禎三：祈祷歌－無伴奏チェロのための－
- 1929年　間宮芳生：無伴奏チェロ・ソナタ
- 1929年　黛敏郎：BUNRAKU チェロ独奏のための（1960年）
- 1929年　ロバート・ムチンスキ：無伴奏チェロ組曲「ギャラリー」（1971年）
- 1929年　ピーター・スカルソープ：無伴奏チェロのための哀歌（Threnody）(スチュアート･チャレンダーの思い出に)（1991）、無伴奏チェロのためのタイリトナマの歌（1997）、無伴奏チェロのためのレクイエム（1979年）
- 1930年　クリストバル・アルフテル：ザッハーの主題による変奏曲、ソロ(傷ついた鳥の哀歌)
- 1930年　下山一二三：独奏チェロのための「セレモニー」（1969年）、同第2番（1971年）、独奏チェロのための「アリア」（1990年）
- 1930年　田中利光：八甲田山（独奏チェロのための）（1989年）
- 1931年　チャールズ・カミレーリ：無伴奏チェロのための6つのアラベスク
- 1931年　林光：独奏チェロのための小ソナタ「土神と狐」（1996年）
- 1931年　デイヴィッド・ベイカー：無伴奏チェロ・ソナタ（1990年）
- 1931年　ソフィア・グバイドゥーリナ：無伴奏チェロのための10の練習曲（1974年）
- 1932年　ハンス＝クリスティアン・バルテル：無伴奏チェロのためのソナティネ（1998年）
- 1932年　ペア・ノアゴー：無伴奏チェロ・ソナタ第1番（1951年/1953年）、無伴奏チェロ・ソナタ第2番（1953年-1954年、1980年）、無伴奏チェロのためのレイト・サマー・エレジー（1991年）
- 1932年　ロディオン・シチェドリン：ロシアの断章（1990年）
- 1932年　ジョン・ウィリアムズ：無伴奏チェロのための3つの小品（2001年）
- 1933年　一柳慧：独奏チェロのための「プレリュード」（2012年）
- 1933年　クシシュトフ・ペンデレツキ：無伴奏チェロのための奇想曲（1968年）、無伴奏チェロのためのディヴェルティメント（1994年）、スラヴ風に（1986年）
- 1934年　ピーター・マックスウェル・デイヴィス：無伴奏チェロのための「マレンマのヴィットリオ」による小さな曲（2008年）
- 1934年　アラン・リドー：無伴奏チェロのためのパルティータ（1959年）
- 1934年　アルフレート・シュニトケ：オレク・カガン追悼のためのマドリガル（1990年）、無伴奏チェロのための即興曲（1993年）、無伴奏チェロのための鳴り響く文字（1988年）
- 1935年　ルボシュ・フィシェル：無伴奏チェロ・ソナタ（1987年）
- 1935年　クリストファー・フォックス：インナー、ジェネリック・コンポジションズ、ストレイト・ラインズ・イン・ブロークン・タイムズ、チャント・サスペンドゥ
- 1935年　アウリス・サッリネン：セバスティアン・ナイトのための悲歌op.10（1964年）、無伴奏チェロ・ソナタop.26（1971年）
- 1936年　リチャード・ロドニー・ベネット：無伴奏チェロのためのシーンII（1973年）、無伴奏チェロ・ソナタ、無伴奏チェロのためのパルティータ（2001年）
- 1936年　イヴァン・パリク：無伴奏チェロ・ソナタ
- 1936年　石井眞木：螺旋II
- 1936年　アリベルト・ライマン：ソロ
- 1937年　フィリップ・グラス：無伴奏チェロのための歌と詩（2007年）
- 1937年　スヴェン・ニールセン：シシリアーノ「昔むかし」
- 1937年　ハンス・ウルリッヒ・レーマン：無伴奏チェロのための練習曲（1989年）
- 1938年　安藤久義：無伴奏チェロのための「モノローグ」（1969年/1997年）
- 1938年　ジョン・ハリス・ハービソン：無伴奏チェロ組曲（1994年）
- 1938年　ウィリアム・ボルコム：チェロ組曲第1番
- 1939年　レオ・ブローウェル：無伴奏チェロ・ソナタ（1960年）
- 1939年　ジョナサン・ハーヴェイ：大地の曲線（1982年）
- 1939年　ジョン・マッケイブ：パルティータ（1966年）
- 1939年　ボリス・ティシチェンコ：無伴奏チェロ・ソナタ第1番op.18（1960年）、第2番op.76（1979年）
- 1940年　ティロ・メデク：B.A.ツィンマーマンへの石碑（1976年）、影絵（1973年）
- 1941年　イゴール・レーヒン：無伴奏チェロのための24の奇想曲（1992年）
- 1942年　ラースロー・ドゥブロヴァイ：ソロ第4番
- 1942年　ジェローム・ケスラー：コル・ニドライ（1981年）
- 1942年　フォルカー・ダヴィッド・キルヒナー：そしてソロモン王は語った…（1987年）
- 1942年　三枝成彰：チェロ'88
- 1943年　デイヴィッド・マシューズ：：チェロのための朝の歌と踊りop.12（1976年）、チェロのための幻想曲op.8（1971年）、チェロのための旅の歌op.95（2004年）
- 1943年　クシシュトフ・メイエル：無伴奏チェロ・ソナタ（1964年）、チェロのための音楽的楽章（1976年）、無伴奏チェロのための独白（1990年）
- 1944年　尾高惇忠：独奏チェロのための「瞑想」（1982年/2008年）
- 1944年　レイフ・セーゲルスタム：ノエム第11番
- 1944年　ジョン・タヴナー：無伴奏チェロのためのトリノス（1990年）
- 1945年　アナトリユス・シェンデロヴァス：カントゥス2番（1993年）
- 1946年　ペトリス・ヴァスクス：チェロのための本（1978年）
- 1947年　ニコライ・コルンドルフ：無伴奏チェロのためのパッサカリア（1997年）
- 1947年　新実徳英：横豎（おうじゅ）（1987年）
- 1948年　コリン・マシューズ：無伴奏チェロのためのパリノーデ（Palinode）（1992年）
- 1948年　ディミトリー・スミルノフ：無伴奏チェロのためのエレジーop.97a
- 1949年　ルーメン・バリョゾフ：チェロのためのラプソディック・インプロヴィゼイション第1番（1971年）、同第2番（1979年）、チェロのための結婚奇想曲、チェロのための奇想曲「誕生日おめでとう」、チェロのための「ようこそ20世紀」
- 1949年　ポウル・ルーザス：「武装した人」による無伴奏チェロのための技巧練習曲（1976年）
- 1952年　ハンス・エブラハムセン：無伴奏チェロ・ソナタ （1988年-1999年）
- 1952年　ラリー・ベル：奇想曲op.12-2
- 1952年　カイヤ・サーリアホ：花弁（1988年）、スピンとスペル（1997年）、近くに（1992年）、7羽の蝶々（2000年）
- 1953年　ハンス・ユルゲン・フォン・ボーゼ：ソロ・フォー・チェロ（1979年）
- 1953年　ジョエル・ホフマン：無伴奏チェロのための演奏会用練習曲（幻想曲）（1977年）、無伴奏のマイナー（2007年）
- 1954年　シール・メイヤーリング：無慈悲な美女（1992年）
- 1955年　細川俊夫：「線」II（チェロ・ソロのための）、チェロ独奏のための「小さな歌」（2012年）
- 1956年　エイドリアン・ウィリアムズ：無伴奏チェロ・ソナタ（1976年-1977年）
- 1956年　サリー・ビーミッシュ：賢いメイド
- 1956年　サミュエル・ジーマン：無伴奏チェロ組曲（2007年）
- 1958年　国枝春恵：独奏チェロのためのエレジー
- 1958年　エサ＝ペッカ・サロネン：ユタ（表面）3（1987年）
- 1958年　マグヌス・リンドベルイ：無伴奏チェロのためのパルティータ（2001年）、ストローク（1984年）
- 1959年　ポール・ドゥゼンヌ：ジャガーの歌（2002年）
- 1959年　マルコ・ストロッパ：それが厄介なのだ（2001年）
- 1960年　カムラン・インス：無伴奏チェロのためのＭＫＧ変奏曲（1999年）
- 1960年　ヘルムート・ローグル：無伴奏チェロのための3つの小品op.5（1984年）、チェロのための「ソロ」op.28（1996年）
- 1960年　アレクサンドル・シチェティンスキー：無伴奏チェロ・ソナタ（2001年）
- 1961年　ニコラ・バクリ：無伴奏チェロ組曲第1・2・3番op.31（1987年-1994年、1999年-1993年、1991年-1993年）、第4番op.50（1994年-1996年）
- 1962年　ジェニファー・ヒグドン：無伴奏チェロ組曲（2002年）
- 1963年　イングリッド・ガイマー：7つのスケッチ、無伴奏チェロのためのチェーンメイル
- 1964年　木幡由美子：〈モノローグ1〉独奏チェロのための
- 1966年　ターニャ・アニシモワ：無伴奏チェロのためのサン・アンジェロ山の歌
- 1970年　フィリップ・フォルジェ：チェロ組曲第1番、第2番
- 1970年　ロウミ・ペトロヴァ：5つの古代ブルガリアの肖像
- 1971年　マイケル・ハーシュ：無伴奏チェロ・ソナタ第1番（1994年）、第2番（2001年）
- 1973年　レーラ・アウエルバッハ：チェロ・ソナタop.72（2003年）
- 1974年　岡田信浩：無伴奏チェロのためのソナティナ
- 1977年　稲本響：船長（2004年）
- 1978年　デイヴィッド・ゴートン：無伴奏チェロ・ソナタ
- 2002年　西澤健一：無伴奏チェロソナタ